# Solana de Ávila
Solana de Ávila är en kommun i Spanien.   Den ligger i provinsen Provincia de Ávila och regionen Kastilien och Leon, i den centrala delen av landet, 160 km väster om huvudstaden Madrid. Antalet invånare är 140. Arean är 68 kvadratkilometer.
Terrängen i Solana de Ávila är huvudsakligen kuperad, men västerut är den bergig.